# Коротков, Павел Михайлович
Павел Михайлович Коротков (11 [24] июля 1907, Москва — 23 сентября 1983, Москва) — советский футболист и хоккеист с мячом и шайбой, хоккейный тренер, спортивный функционер. Заслуженный мастер спорта СССР (1952).

## Биография
Семья: отец Михаил Антонович, мать Анна Павловна, сестра Нина, младший брат Александр, впоследствии ставший знаменитым разведчиком. Семья Коротковых рано распалась, младший брат и сестра остались с матерью, Павла же забрал отец и отдал на воспитание своей сестре Марии и её мужу Евгению Степановичу Пржевальскому, профессору химического факультета МГУ. Впоследствии Павел окончил этот самый факультет.
В футболе играл на позиции центрального и крайнего полузащитника. Играл за московские команды «Унион» и «Моссовет». В 1924 году перешёл в «Динамо», в 1928 стал играть за первую команду «Динамо». В 1941 перешёл в ЦДКА. В 1932 участвовал в чемпионате РСФСР. Играл за сборную Москвы (1932—1934).
Как футболист отличался незаурядным тактическим мышлением, умением выполнять на поле большой объём работы. Успешно и корректно осуществлял персональную опеку соперников.
В чемпионатах СССР по футболу — 37 матчей.
В хоккее с мячом играл на позиции защитника. Провёл в чемпионатах страны провел 12 игр из них 6 за московское «Динамо», в кубках страны — 26 игр, 18 за «Динамо».
В хоккее с шайбой играл на позиции защитника, был играющим тренером ЦДКА с 1946 по 1947, с сентября по декабрь 1948, в чемпионатах СССР провёл 7 матчей забил 2 гола, тренировал ВВС МВО (1948, сент.-дек.), в 1948 тренер сборной Москвы в матчах с пражским ЛТЦ.
С 1946 по 1958 был председателем Секции хоккея при Всесоюзном Комитете по делам физкультуры и спорта, с 1954 по 1959 член исполкома ЛИХГ.
С 1960 по 1967 работал в Военно-воздушной инженерной академии имени Н. Е. Жуковского на должности инженер-преподаватель.
Награждён орденом Красной Звезды.
Был заядлым преферансистом.

## Достижения

### В футболе
- Чемпион общества «Динамо» 1929
- Чемпион Москвы 1934 (осень), 1935 (весна)
- Чемпион СССР 1936 (весна), 1937.
- Обладатель Кубка СССР 1937[3]

### В хоккее с мячом
- 10-кратный чемпион Москвы
- 3-кратный обладатель Кубка Москвы
- Чемпион СССР 1933 (сборная Москвы)
- Чемпион СССР 1935 (сборная «Динамо»)
- Чемпион СССР 1936
- Обладатель Кубка СССР 1937, 1938, 1940, 1941, 1945, 1946
- Включён в список 22 лучших игроков сезона (хоккей с мячом) — 1936[3]

## Награды
- Медаль «За трудовую доблесть» (27.04.1957) — «за успехи, достигнутые в деле развития массового физкультурного движения в стране, повышения мастерства советских спортсменов, и успешное выступление на международных соревнованиях»